# Zahtevna pot
Zahtevna pot je srednja kategorija urejenih oz. označenih slovenskih planinskih poti. Kriterije za kategorizacijo planinskih poti je leta 1986 sprejela PZS oz. njeni Komisija za planinske poti in Komisija GRS. Pregledane in popisane so bile na terenu v letih 1988 do 1990. Kategorizacija je bila dokončno določena leta 1991.
Na 6. seji UO PZS, ki je bila 18. junija 2015, je bil po več kot 10 letih priprav in izvedbe predstavljen in potrjen, Zakonu o planinskih poteh (Uradni list RS, št. 61/2007 skladu z Zakonom o planinskih poteh (Uradni list RS, št. 61/2007) najnovejši kataster planinskih poti. po novem tako velja za zahtevno pot naslednja definicija:
Zahtevna planinska pot je planinska pot, ki vodi čez zahtevnejše odseke, na katerih si mora uporabnik zaradi varnosti pomagati z rokama, na nevarnih odsekih pa so nameščene varovalne naprave. Morebitne varovalne naprave so namenjene le dodatni varnosti uporabnikov in niso nujno potrebne za premagovanje težjih mest. Od uporabnikov zahtevne planinske poti se zahteva pazljivost, telesno pripravljenost in primerno opremo.
Takšna pot je na smernih tablah označena s trikotnikom, na planinskih zemljevidih pa s prekinjeno (črtkano) rdečo črto.
Julija 1978 so člani markacijskega društva Ljubljana Matica na grebenu Triglava prvič v slovenskih gorah za nadelavo in zavarovanje poti uporabili tudi prenosni agregat in električne vrtalke. Na novo so opremili pot od Kredarice do vrha in naprej do roba stene v smeri Doliča. Vrsta inovacij, med drugim način napenjanja jeklenic, se je kasneje uveljavila drugje v Sloveniji, pri drugih društvih in PZS, ki ima posebno skupino izkušenih markacistov za nadelavo poti.